# Piper Perabo
Piper Lisa Perabo (Dallas, Texas; 31 de octubre de 1976) es una actriz estadounidense.

## Biografía

### Primeros años
Creció en Toms River, Nueva Jersey, y es hija de Mary Charlotte, una fisioterapeuta, y George William Perabo, un profesor de poesía en el Ocean County College. Tiene ascendentes ingleses, irlandeses (padre), alemanes y noruegos (madre). Sus hermanos, Noé y Adán, son también actores. En el instituto, Piper apareció en musicales anuales como Meet Me in Saint Louis o Cómo tener éxito en los negocios sin tentativa. También fue la presidenta de la Sociedad de Honor Nacional y la redactora de la revista literaria de la escuela, Polaris. En 2007, visitó su instituto para volver a ver alguna de las actuaciones.
Se graduó en Toms River High School North y luego en Ohio University en 1998 con un BFA en el teatro. Después de la graduación, Piper estudió interpretación en el Teatro LaMama en Nueva York donde ya tenía pequeños papeles. Trabajó como camarera en Nueva York en un restaurante “chic” antes de su descubrimiento. 
Piper disfruta de la música clásica, la literatura y la pesca. Es amiga íntima de la actriz Lena Headey, coprotagonista junto a ella, en The Cave e Imagine Me & You.

### Carrera
En 2000, Piper participó en Coyote Ugly como Violet "Jersey" Sandford, un papel para el que tuvo que asistir a clases de voz, guitarra y piano. La película fue un éxito de taquilla modesto y aun así Piper ganó un MTV Movie Award al Best Music Moment por ella. Ese mismo año protagonizó la película Las aventuras de Rocky y Bullwinkle.
Actuó como una estudiante francesa de intercambio en Slap Her... She's French, cuyo estreno fue aplazado en Norteamérica durante dos años, tras los que se estrenó con el nuevo título de She Gets What She Wants. La película fue estrenada con su título original en Europa. En 2003, consiguió el papel de hermana mayor, Nora, en Cheaper by the Dozen, ganándose más tarde la participación en su segunda entrega, Cheaper by the Dozen 2.
Otras películas recientes incluyen El último suspiro (2001), The I Inside (2003), Perfect Opposites (2004), George and the Dragon (2004), Imagine Me & You (2005), The Cave (2005), Edison (2005), The Prestige (2006), Un chihuahua de Beverly Hills (2009), Looper (2012)...

### Vida personal
Durante el otoño del año 2013, Piper Perabo se comprometió con el productor Stephen Kay, casándose el 26 de julio de 2014 en una ceremonia realizada en Nueva York.

## Filmografía
| Cine       | Cine                                   | Cine                          | Cine                                 |
| Año        | Título                                 | Rol                           | Notas                                |
| ---------- | -------------------------------------- | ----------------------------- | ------------------------------------ |
| 1997       | Single Spaced                          | La Dama                       | Cortometraje                         |
| 1999       | Knuckleface Jones                      | Esa chica                     | Cortometraje                         |
| 1999       | Whiteboyz                              | Sara                          |                                      |
| 2000       | Coyote Ugly                            | Violet "Jersey" Sanford       |                                      |
| 2000       | The Adventures of Rocky and Bullwinkle | Agente del FBI Karen Sympathy |                                      |
| 2000       | Followers                              | Chica en la fiesta            |                                      |
| 2001       | Lost and Delirious                     | Pauline "Paulie" Oster        |                                      |
| 2002       | Slap Her... She's French               | Genevieve Le Plouff           |                                      |
| 2002       | Flowers                                | Iris                          |                                      |
| 2003       | Cheaper by the Dozen                   | Nora Baker                    |                                      |
| 2004       | Perfect Opposites                      | Julia Bishop                  |                                      |
| 2004       | The I Inside                           | Anna                          |                                      |
| 2004       | George and the Dragon                  | Princesa Luna                 |                                      |
| 2005       | Edison                                 | Willow Summerfield            |                                      |
| 2005       | Karas: The Prophecy                    | Yurine (voz)                  |                                      |
| 2005       | The Cave                               | Charlie                       |                                      |
| 2005       | Rosas Rojas                            | Rachel                        |                                      |
| 2005       | Good Morning Baby                      | Gabriella                     | Cortometraje                         |
| 2005       | Cheaper by the Dozen 2                 | Nora Baker-McNulty            |                                      |
| 2005       | Perception                             | Jen                           |                                      |
| 2006       | 10th & Wolf                            | Brandy                        |                                      |
| 2006       | First Snow                             | Deirdre                       |                                      |
| 2006       | The Prestige                           | Julia McCullough              |                                      |
| 2007       | Because I Said So                      | Mae Wilder                    |                                      |
| 2007       | In Vivid Detail                        | Leslie                        | Cortometraje                         |
| 2008       | Beverly Hills Chihuahua                | Rachel Ashe                   |                                      |
| 2008       | The Lazarus Project                    | Lisa Garvey                   |                                      |
| 2009       | Sordid Things                          | Tabitha White                 |                                      |
| 2009       | Carriers                               | Bobby                         |                                      |
| 2010       | Ashes                                  | Bettina                       |                                      |
| 2012       | Looper                                 | Suzie                         |                                      |
| 2015       | Into the Grizzly Maze                  | Michelle                      |                                      |
| 2017       | Black Butterfly                        | Laura                         |                                      |
| 2019       | Angel Has Fallen                       | Leah Banning                  |                                      |
| Televisión |                                        |                               |                                      |
| Año        | Título                                 | Rol                           | Notas                                |
| 2007       | House                                  | Honey                         | 1 episodio. Temporada 3, episodio 22 |
| 2008       | The Prince of Motor City               | Meg Riley                     | Película de televisión               |
| 2009       | Law & Order: Criminal Intent           | Calista Haslum                | Episodio: "Folie à Deux"             |
| 2010–14    | Covert Affairs                         | Annie Walker                  | Elenco principal (75 episodios)      |
| 2013       | Go On                                  | Simone                        | 4 episodios                          |
| 2016       | Notorious                              | Julia George                  | Elenco principal (10 episodios)      |
| 2019       | Turn Up Charlie                        | Sara                          | Elenco principal                     |
| 2020       | Penny Dreadful: City of Angels         | Linda Craft                   | Elenco recurrente (6 episodios)      |
| 2021       | The Big Leap                           | Paula Clark                   | Elenco principal                     |
| 2021–22    | Yellowstone                            | Summer Higgins                | 6 episodios                          |
| 2022       | Billions                               | Andy                          | Temporada 6                          |

## Premios y nominaciones
| Año  | Premio                          | Categoría                                                     | Trabajo              | Resultado |
| ---- | ------------------------------- | ------------------------------------------------------------- | -------------------- | --------- |
| 2001 | Blockbuster Entertainment Award | Mujer favorita - Recién llegada                               | Coyote Ugly          | Nom       |
| 2001 | MTV Movie Award                 | Mejor momento musical                                         | Coyote Ugly          | Ganadora  |
| 2001 | MTV Movie Award                 | Breakthrough Female Performance                               | Coyote Ugly          | Nom       |
| 2004 | Teen Choice Award               | Choice Movie: Liplock (compartido con Ashton Kutcher)         | Cheaper by the Dozen | Nom       |
| 2006 | Young Artist Award              | Mejor interpretación en um largometraje - Young Ensemble Cast | Cheaper by the Dozen | Nom       |
| 2011 | Golden Globe Award              | Mejor actuación de una actriz en una serie de TV - Drama      | Covert Affairs       | Nom       |
| 2011 | Gracie Award                    | Actriz femenina destacada en un papel innovador               | Covert Affairs       | Ganadora  |
| 2017 | People's Choice Awards          | Actriz favorita en una nueva serie de TV                      | Notorious            | Nom       |